# Белорусское общество
Белорусское общество (бел. Беларускае таварыства) — группировка интеллигенции и чиновников, а также представителей зажиточной части белорусских крестьян, которые ориентировались на союз с царским правительством, чтобы с его помощью выкупить земли польских помещиков. Существовало в 1908 — первой половине 1910-х годов. Возникло в Вильнюсе на основе общества «Крестьянин». Деятельность общества возглавляло правление (из десяти человек); председатель — Солоневич, с августа 1911 года — Коронкевич. Печатные органы — газеты «Белорусская жизнь», «Северо-Западная жизнь», «Белорусский вестник».
«Общество» ориентировалось на западнорусизм, главной задачей считало «развитие в белорусской народности самосознания на основе российской государственности». Белорусское общество получало субсидии от правительственного административно-бюрократического аппарата, поддерживало связи с правыми депутатами Государственной думы III созыва. Пыталось вызвать репрессии против газеты «Наша нива». Поддерживало столыпинскую аграрную реформу. На съезде представителей села Северо-Западного края (конец 1908 — начало 1909 года, Вильнюс), созванном обществом совместно с депутатами Думы, настаивало на более интенсивном проведении хуторизации в Виленской и Гродненской губерниях.
Во время обсуждения в 1909—1910 годах законопроекта о введении земства в западных губерниях общество добивалось объединения всего русского (белорусского) православного населения с русскими помещиками для борьбы против польского засилья. До начала Первой мировой войны общество было распущено и ушло с политической арены.